# Oudincourt
Oudincourt är en kommun i departementet Haute-Marne i regionen Grand Est (tidigare regionen Champagne-Ardenne) i nordöstra Frankrike. Kommunen ligger i kantonen Vignory som tillhör arrondissementet Chaumont. År 2022 hade Oudincourt 140 invånare.

## Befolkningsutveckling
Antalet invånare i kommunen Oudincourt
| Referens: INSEE |